# Кремлёв, Илья Львович
Илья Львович Кремлёв (настоящая фамилия — Шехтман; также печатался под псевдонимами Кремлёв-Свен, Свэн; 1897—1971) — русский советский прозаик, поэт и драматург, писатель-фантаст, журналист.

## Биография
Родился 20 июля (1 августа) 1897 года в Молодечно (ныне Минская область, Беларусь), поступал в Одесское художественное училище и на юридический факультет Московского университета, но в основном занимался живописью, писал футуристические стихотворения. В студенческие годы тяжело заболел туберкулёзом, поступил на работу в земский союз, учился во Владимирском военном училище, в 1918—1920 годах служил в РККА в Закавказье.
Печататься начал с 1916 года. После недолгой работы в управлении делами ЦК ВКП(б) стал профессиональным писателем, совмещая литературу с журналистской работой. Исключён из партии и отдан под суд «за незаконное хранение» именного маузера (в результате чего был отлучён от литературы).
В Великую Отечественную войну служил во фронтовых газетах «Боевое знамя», «Вперёд». Майор административной службы.
Во время обсуждения поэмы Твардовского «Тёркин на том свете» в Доме кино с трибуны осудил произведение, а на вопрос из зала, читал он поэму, ответил : «Не читал, но мне её содержание пересказали. Это ведь значения существенного не имеет»

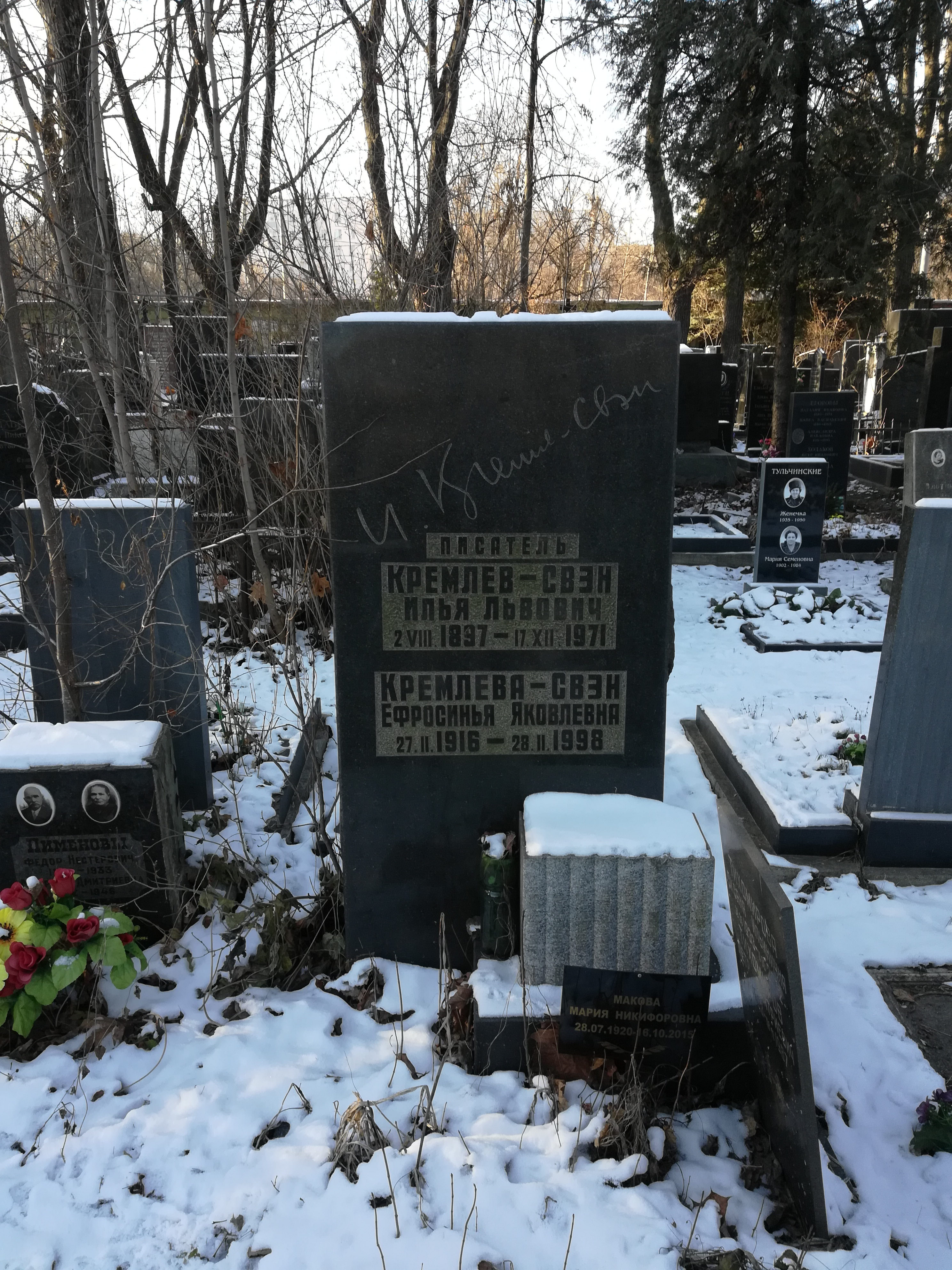
Могила на Донском кладбище

Умер 17 декабря 1971 года. Похоронен в Москве на Новом Донском кладбище (1 уч.).

## Семья
- Отец — Лев Самуилович Шехтман — преподаватель еврейского одноклассного начального училища
- Сестра — Тамара Львовна Беркман (1890, Молодечно — 1976, Москва) — советский деятель в области музыкального образования, пианистка[5].

## Творчество
В конце 1920-х — начале 1930-х годов обращался в своём творчестве к научной фантастике. Наиболее значительное произведение писателя в этом жанре — утопический роман «Город энтузиастов» (1930; 1931 — в соавторстве с М. Козыревым); после ареста последнего одна из ярких утопий довоенной советской фантастики была изъята из библиотек и книгохранилищ. Кремлёв (под псевдонимом Свэн) написал ещё ряд пародийных рассказов сатирической фантастики — «В Совдепии» (1926), «Грядущий мир» (1922), «На Марс» (1923), «Приключения Самоеда: фантастический роман» (1927), и (в соавторстве с А. П. Григоровичем) «сатирические хроники» — «Чудо на сырых болотах» (1928). Также автор пьесы «Крепость на Волге» (поставлена в Государственном академическом театре имени Е. Вахтангова).
Роман-трилогия «Большевики» (части «Две семьи», «Волки», «Солдаты революции»), действие которого начинается на фронтах Первой мировой войны, разворачивается во время Февральской и Октябрьской революций, корниловского мятежа и гражданской войны, а заканчивается разгромом Кронштадтского восстания, последнее крупное произведение писателя. Наряду с вымышленными героями в романе действуют реальные исторические лица: Николай II, министры царского и временного правительств (Б. В. Штюрмер, И. Л. Горемыкин, А. Д. Протопопов, А. Ф. Керенский, М. И. Терещенко, Б. В. Савинков), генералы А. С. Лукомский, А. Е. Эверт, Л. Г. Корнилов, П. Н. Краснов, А. М. Крымов, А. И. Деникин, министр вооружения Франции Альбер Тома, послы Великобритании Дж. Бьюкенен и Б. Локкарт, Сидней Рейли, В. И. Ленин, Троцкий, Я. М. Свердлов, Ф. Э. Дзержинский, С. М. Киров, А. Д. Цюрупа, Я. Г. Блюмкин, А. Г. Шляпников, Г. А. Атарбеков и другие (М., «Советский писатель», 1956).